# Caroline Munro
 (septembre 2024).
Si vous disposez d'ouvrages ou d'articles de référence ou si vous connaissez des sites web de qualité traitant du thème abordé ici, merci de compléter l'article en donnant les références utiles à sa vérifiabilité et en les liant à la section « Notes et références ».
Pour les articles homonymes, voir Munro (homonymie).
Caroline Munro est une actrice britannique, née le 16 janvier 1949 à Windsor, dans le comté de Berkshire (Angleterre).

## Biographie
Elle commence sa carrière d'actrice à la fin des années 1960, jouant notamment dans plusieurs films de la Hammer comme L'Abominable Docteur Phibes (1971) et sa suite, ou encore Dracula 73 (1972). Alternant les rôles entre cinéma d'aventure et films fantastiques, elle tient notamment le rôle de Margiana dans  Le Voyage fantastique de Sinbad (1974).
Elle se fait sans doute mieux connaître auprès du grand public en jouant dans L'Espion qui m'aimait (1977).
Elle épouse en 1974 l'acteur Judd Hamilton dont elle divorce en 1986. Elle s'est mariée en 1990 au réalisateur George Dugdale et a depuis espacé ses rôles pour se consacrer à sa famille.

## Filmographie
- 1966 : G.G. Passion : figurante (non créditée)
- 1966 : Fumo di Londra : figurante
- 1967 : Casino Royale : fille dans la salle de contrôle
- 1968 : Joanna : figurante
- 1969 : A Talent for Loving : Ms. Patten
- 1969 : Where's Jack? : Madame Vendonne
- 1971 : L'Abominable Docteur Phibes (The Abominable Dr. Phibes) : Victoria Phibes
- 1972 : Le Retour de l'abominable Docteur Phibes (Dr. Phibes Rises Again) : Victoria Phibes
- 1972 : Dracula 73 (Dracula A.D. 1972) : Laura Bellows
- 1974 : Le Voyage fantastique de Sinbad (The Golden Voyage of Sinbad) : Margiana
- 1974 : Capitaine Kronos, tueur de vampires (Captain Kronos - Vampire Hunter) : Carla
- 1975 : Evil Baby (I Don't Want to Be Born) : Mandy Gregory
- 1976 : Centre terre, septième continent (At the Earth's Core) : Princess Dia
- 1977 : Chapeau melon et bottes de cuir (The Avengers), épisode Les Anges de la mort : Tammy
- 1977 : L'Espion qui m'aimait (The Spy Who Loved Me) : Naomi
- 1978 : Starcrash : Le Choc des étoiles (Starcrash / Scontri stellari oltre la terza dimensione) : Stella Star
- 1980 : Maniac : Anna D'Antoni
- 1982 : Les Frénétiques (The Last Horror Film) : Jana Bates
- 1986 : Le Jour des fous (Slaughter High) : Carol Manning
- 1987 : El Aullido del diablo : Carmen
- 1988 : Maigret (téléfilm) : Carolyn Page
- 1988 : Les Prédateurs de la nuit (Faceless) : Barbara Hallen
- 1989 : Il Gatto nero : Nora McJudge
- 1994 : To Die For : Mrs. Pignon
- 2003 : Flesh for the Beast : Carla the Gypsy
- 2005 : Domestic Strangers : Counselor
- 2006 : The Absence of Light : Abbey Church
- 2012 : Eldorado (en) : Peaches

## Festivals
- Présidente du jury courts-métrages au festival Bloody week-end en 2013